# Руднев, Николай Александрович
Никола́й Алекса́ндрович Ру́днев (29 октября [10 ноября] 1894, Люторичи, Тульская губерния — 16 октября 1918, Бекетовка, Саратовская губерния) — офицер Русской императорской армии, советский военачальник — заместитель наркома по военным делам Донецко-Криворожской советской республики, начальник штаба 5 армии РККА, участник Гражданской войны в России, большевик.

## Биография
Родился 29 октября [10 ноября] 1894 в селе Лю́торичи Епифанского уезда Тульской губернии в семье православного священника.
Окончил церковно-приходскую школу, духовное училище, а затем Перовскую гимназию в Туле (ныне школа № 4). В 1915 году поступил в Московский университет на историческое отделение, где участвовал в работе студенческого революционного кружка.
В мае 1916 года ушёл добровольцем в Русскую императорскую армию (на правах вольноопределяющегося) и был зачислен юнкером в Александровское военное училище (Москва). По окончании 6-месячного ускоренного курса училища, в чине прапорщика был направлен на службу в 30-й запасный пехотный полк, расквартированный в Туле.
Член РСДРП(б) с марта 1917 года. Позже был избран членом полкового комитета и возглавил бюро секции военной организации РСДРП Тульского гарнизона. С июня — член Тульского горкома РСДРП(б). После перевода 30-го запасного полка в Харьков был избран членом исполкома Харьковского совета.
Назначен командующим 12-й ротой. В октябре 1917 года произведен в подпоручики.
26 октября 1917 года 30-й запасный пехотный полк под руководством Руднева, избранного командиром полка, совместно с отрядами Красной гвардии, разоружив войска Центральной рады, занял важнейшие объекты Харькова, что обеспечило переход власти в городе к военно-революционному комитету (ВРК). В декабре 1917 был избран членом Харьковского ВРК.
В середине декабря 1917 года сводный отряд 30-го запасного полка под командованием Руднева, по заданию командующего Южным революционным фронтом Владимира Антонова-Овсеенко, под Томаровкой принимал участие в ликвидации ударных батальонов Русской армии, следовавших в эшелонах с фронта на Дон, в состав Добровольческой армии. В конце декабря 1917 года отряд Руднева, усиленный бронепоездом, вёл боевые действия против украинских войск, наступая на Лозовую.
28 декабря 1917 (10 января 1918) года Руднев подразделениями своего полка ликвидировал последний оплот Центральной Рады в Харькове — разоружил 2-й Украинский запасный пехотный полк Емельяна Волоха (после часового обстрела казарм полка пулемётами из броневиков, полк, прекратив сопротивление, сложил оружие).
С февраля 1918 года Николай Руднев — заместитель наркома по военным делам Донецко-Криворожской советской республики, с апреля — начальник штаба 5-й армии, отходившей с боями от Луганска к Царицыну. В июне 1918 года командовал советскими войсками при захвате станицы Нижне-Чирской, оплота белоказачьих формирований.
С июля 1918 года — начальник штаба Царицынского участка Северо-Кавказского военного округа . Организовал оборону Царицына от наступающих войск генерала Краснова.
25 августа 1918 года назначен начальником формирования и обучения войск Северо-Кавказского военного округа РСФСР, штаб которого находился в Царицыне.
11 сентября 1918 года, в связи с временным упразднением Северо-Кавказского военного округа, и преобразованием его в Южный фронт стал начальником формирования и обучения войск Царицынского участка, а с 3 октября в той же должности 10-й армией (РККА), которая непосредственно обороняла Царицын.
15 октября 1918 года, во время обороны Царицына, командуя резервной бригадой (временное соединение всех учебных и резервных частей 10-й армии РККА), был смертельно ранен в бою с белоказаками у населённого пункта Бекетовка (ныне район Волгограда). 16 октября умер от ран в полевом госпитале.
Похоронен 20 октября 1918 года в Царицыне, в саду около здания Царицинского Совета, в месте захоронения защитников Царицына. Некролог по поводу смерти Н. А. Руднева написал И. В. Сталин, он был опубликован в царицынской газете "Солдат революции":

«С глубокой скорбью отмечаю геройскую смерть тов. Руднева на славном посту воина с контрреволюцией. Вечная память беззаветному воину коммунизма! Месть беспощадная царским генералам и их прихвостням – есаулам!»
В начале 1919 года, после капитуляции Германии и Австро-Венгрии и эвакуации ими оккупированых территорий Донбасса и Криворожья, по настоянию большевиков, 9 февраля 1919 года был перезахоронен в Харькове, на бывшей площади имени генерала Скобелева (освободителя Болгарии от турецкого ига), переименованной в связи с этим в «площадь имени Руднева».
В 2015 году в рамках всеукраинской кампании по переименованию коммунистических топонимов площадь была переименована в Площадь Героев Небесной сотни.
В августе 2017 года представители организации «Східний корпус» обратились в Харьковский городской совет с инициативой перезахоронения праха Руднева. Городская комиссия по вопросам топонимики и охраны историко-культурной среды рассмотрела этот вопрос и приняла решение перезахоронить останки на одном из кладбищ Харькова. 5 декабря 2017 года место, где лежала могильная плита, было вскрыто. В ходе поисковых работ, выполненных представителями Специализированного частного предприятия «Военные мемориалы „Восток“», Харьковского областного научно-методического центра охраны культурного наследия, Слободской археологической службы, Департамента коммунального хозяйства, отдела по вопросам топонимики и историко-культурной среды Городского совета и СКП «Харьковзеленстрой», на глубине до 2,5 м под плитой было найдено большое количество строительного мусора — битого кирпича, фрагментов лепнины, плитки, стекла. Человеческих останков обнаружено не было.
Предположительно, по мнению историка Эдуарда Зуба, останки Н. А. Руднева были уничтожены (сожжены) деникинцами во второй половине 1919 года, во время нахождения г. Харькова под властью ВСЮР.
В октябре 2019 года по решению городских властей надгробная плита революционера была перенесена на городское кладбище № 2.

## Память
- 18 июля 1956 г. посёлку Люторических шахт Узловского района Тульской области Указам Президиума Верховного Совета РСФСР присвоено наименование Руднев
- В 1959 году в Харькове, на площади имени Руднева, Герою гражданской войны Н. А. Рудневу был установлен памятник (скульптор В. П. Воловик, архитектор В. Д. Якименко) (11 апреля 2015 года памятник свален с постамента неизвестными в балаклавах и масках, в присутствии милиции[13]).
- 5 апреля 1968 года в Кировском районе Волгограда был открыт памятник Н. А. Рудневу (автор проекта и исполнитель памятника — скульптор Н. Ф. Васильев)[14]. В том же районе именем Руднева названы железнодорожная платформа и речная пристань[15]. Памятник Рудневу установлен рядом со шлюзом № 10 Волго-Донского канала.
- В Киеве, в Дарницком районе, была улица имени Николая Руднева (ныне — улица имени Юрия Шевелёва).
- В СССР был выпущен почтовый конверт, посвящённый Рудневу, на котором изображён пямятник в Харькове.
- В Туле именем Николая Руднева названа улица и школа № 4 (бывшая частная гимназия И. Ф. Перова, где учился Н. А. Руднев).
- В городе Морозовск Ростовской области именем Николая Руднева названа улица.
- В городе Луганск (Артемовский район) именем Руднева названа улица.
- В городе Астрахани есть улица и переулок Руднева.
- В городе Макеевке есть улица Руднева.
- В городе Хабаровск есть улица Руднева (Краснофлотский район).

## Киновоплощение
- 1942 — «Оборона Царицына» — Павел Кадочников

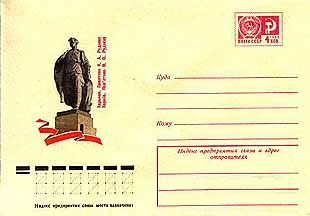
Почтовый конверт. СССР, 1980-е годы
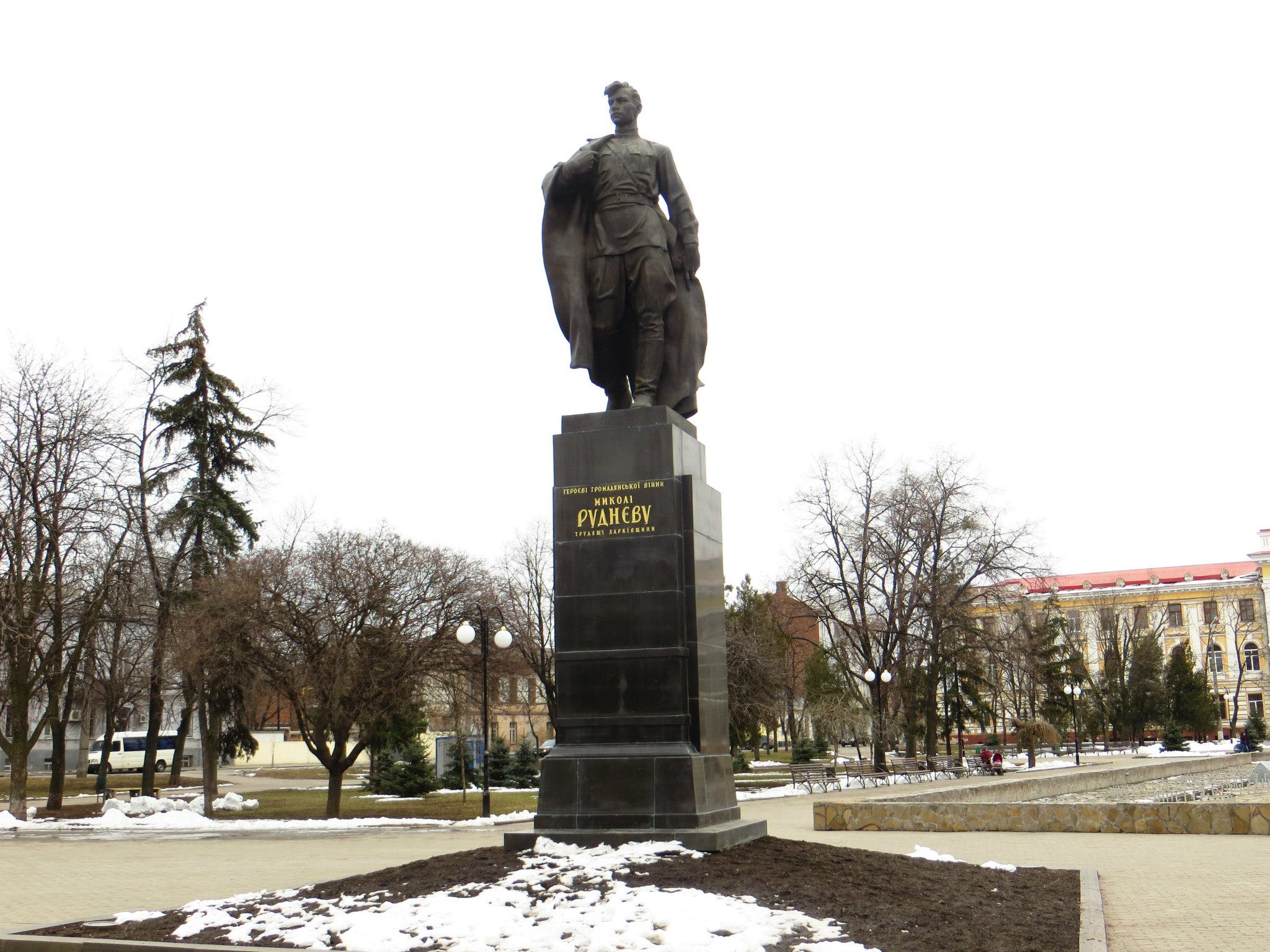
Памятник Рудневу в Харькове, демонтированный в апреле 2015 года (снимок 2013 года).